# Eleanor Catton
Eleanor Catton sinh ngày 24 tháng 9 năm 1985 là nhà văn nữ người New Zealand, đã đoạt Giải Man Booker năm 2013 với tiểu thuyết thứ nhì của chị, quyển The Luminaries.

## Tiểu sử
Catton sinh tại London, Ontario, Canada nơi người cha gốc New Zealand của chị đang hoàn thành luận án để lấy bằng tiến sĩ ở Đại học Tây Ontario. Gia đình chị chuyển về Leeds (Anh) và chị học ở Trường Lawnswood một năm. Chị đã mô tả thời gian sống ở đây là "tuyệt vời, nhưng thực sự là nơi mở mắt" do tình trạng khó khăn của môi trường. Sau đó gia đình trở lại Christchurch New Zealand khi chị lên 6 tuổi. Chị học ở trường trung học Burnside, học môn ngôn ngữ Anh ở Đại học Canterbury, rồi hoàn tất bằng thạc sĩ về "Creative Writing" (viết sáng tạo) tại "Học viện Văn chương hiện đại" của Đại học Victoria tại Wellington.
Năm 2008, Catton được cấp một học bổng tham dự Iowa Writers' Workshop ở Đại học Iowa. Năm 2009 chị được mô tả là "cô gái vàng của văn học hư cấu trong năm". Năm 2011, chị trở thành nhà văn viết tại nơi cư trú ở Đại học Canterbury.
Catton hiện sống ở Auckland và là giáo viên môn viết sáng tạo tại Học viện công nghệ Manukau.

## Tác phẩm
Quyển tiểu thuyết đầu tay năm 2008 của Catton là quyển The Rehearsal, được viết như bản luận án thạc sĩ của chị đề cập tới những phản ứng đối với cuộc tình giữa một nam giáo viên với một nữ sinh ở trường trung học của mình. 
Tiểu thuyết thứ nhì của Catton, quyển The Luminaries, được xuất bản năm 2013 đặt bối cảnh ở những vùng có mỏ vàng của New Zealand năm 1866. Quyển này được vào chung kết và sau đó đoạt Giải Man Booker năm 2013, làm cho Catton trở thành tác giả trẻ tuổi nhất đoạt giải này ở tuổi 28. Trước đó, vào năm 27 tuổi, chị đã là tác giả trẻ nhất được vào chung kết giải Man Booker.
Quyển The Luminaries dày 832 trang, là tác phẩm dài nhất đoạt giải Man Booker trong suốt 45 năm lịch sử của giải. Trưởng ban giám khảo, Robert Macfarlane đã bình luận: "Đây là một tác phẩm sáng chói, một tác phẩm dễ hiểu và đồ sộ nhưng không rườm rà". Catton được nữ công tước Camilla của vùng Cornwall trao giải Man Booker ngày 15.10.2013 tại Guildhall.

## Giải thưởng
- Giải Adam về viết sáng tạo, 2007, cho quyển The Rehearsal[11]
- Báo Sunday Star-Times (New Zealand) Short Story Competition, 2007, cho truyện ngắn Necropolis[12]
- Học bổng Glenn Schaeffer tại "Iowa Writers’ Workshop", 2008[12]
- Giải Betty Trask, 2009, cho quyển The Rehearsal[13]
- Giải sách Montana New Zealand 2009 cho tác phẩm hư cấu đầu tay The Rehearsal[14]
- Chung kết Giải báo The Guardian cho tác phẩm đầu tay, 2009[15]
- Chung kết Giải Orange 2010 [16]
- Giải tiểu thuyết đầu tay Amazon.ca lần thứ 35, năm 2010 [17]
- Chung kết giải Dylan Thomas (2010) cho tiểu thuyết "The Rehearsal"
- Giải Man Booker 2013

## Tác phẩm

### Tiểu thuyết
- The Rehearsal, do Victoria University Press, Wellington, xuất bản lần đầu năm 2008. Xuất bản bằng tiếng Đức bởi nhà xuất bản Arche Verlag, Hamburg; do Barbara Schaden dịch 2010 ISBN 978-3-7160-2632-8
- The Luminaries, Granta Books (2013)

### Truyện ngắn
- Tập truyện ngắn in trong Best New Zealand Fiction Vol. 5 (2008), Penguin Book of Contemporary New Zealand Short Stories (tháng 8/2009), và Granta (106, mùa hè 2009).